# Orchestia kokuboi
Orchestia kokuboi is een vlokreeftensoort uit de familie van de Talitridae. De wetenschappelijke naam van de soort is voor het eerst geldig gepubliceerd in 1929 door Uéno.